# Linda Gaye Scott
Linda Gaye Scott (Los Angeles, 1º febbraio 1943) è un'attrice statunitense.

## Biografia
Linda Gaye Scott esordisce a metà degli anni '60 e da quel momento Linda divenne una attrice nota in televisione, apparendo in numerose serie TV in ruoli sexy.
Parallelamente recita in pellicole cinematografiche come cast principale di: Psych-out: Il velo sul ventre, Hollywood Party e Il mondo dei robot.
Nel 1963, Linda Gaye Scott apparve sulla copertina del secondo album di Jan & Dean: Jan and Dean Take Linda Surfin' e un'altra foto della stessa sessione è stata utilizzata per la copertina del 45 giri di Surf City. Nel 1964 incise il suo unico disco, Joey's Last Big Game/The Spark that Flamed The Fire per Apogee Records.

## Filmografia parziale

### Cinema
- Miliardario... ma bagnino, regia di Arthur H. Nadel (1967)
- Psych-out: Il velo sul ventre, regia di Richard Rush (1968)
- Hollywood Party, regia di Blake Edwards (1968)
- Lo spavaldo, regia di Sidney J. Furie (1970)
- Una faccia di c... (Hammersmith Is Out), regia di Peter Ustinov (1972)[3]
- Il mondo dei robot, regia di Michael Crichton (1973)

### Televisione
- My Living Doll – serie TV, episodio 1x19 (1965)
- Il mio amico marziano (My Favorite Martian) – serie TV (1965)
- Organizzazione U.N.C.L.E. (The Man from U.N.C.L.E.) – serie TV (1965)
- Batman – serie TV (1966)
- Mr. Roberts (Mister Roberts) – serie TV, episodio 1x19 (1966)
- Vita da strega (Bewitched) – serie TV (1967)
- Il Calabrone Verde (The Green Hornet) – serie TV (1967)
- Lost in Space – serie TV (1967)
- Bonanza – serie TV (1971)
- Colombo (Columbo) – serie TV (1975)